# أبرشية تورشيلو الكاثوليكية الرومانية

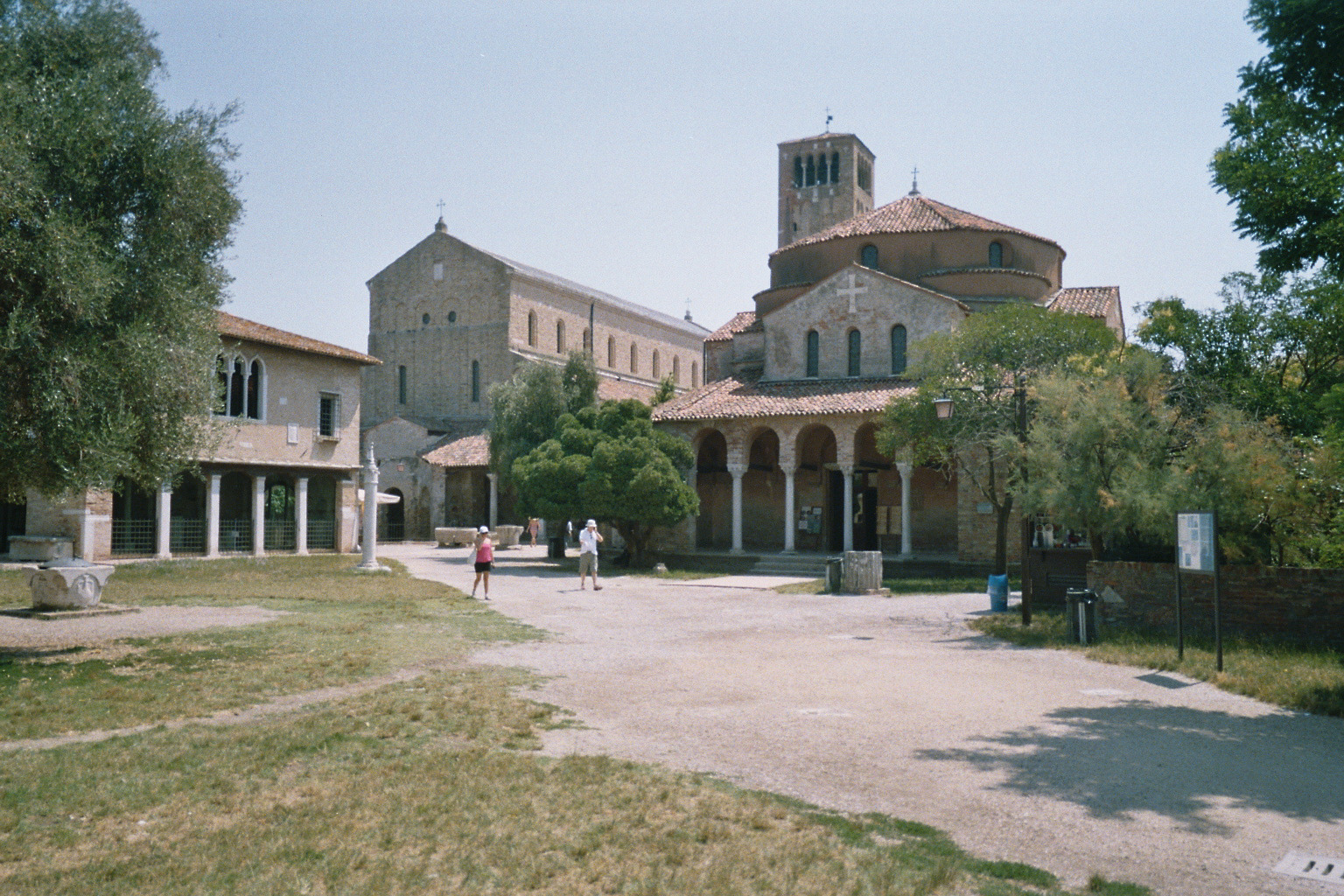
كاتدرائية تورشيلو

أبرشية تورتشيلو أو أبرشية توريس (باللاتينية: Dioecesis Torcellanus) كانت أبرشية كاثوليكية رومانية تقع في بلدة تورتشيلو بمقاطعة البندقية شمال شرق إيطاليا. في عام ١٨١٨، أُلحقت ببطريركية البندقية.

## تاريخ
- 639: تأسست كأبرشية تورشيلو من أبرشية ألتينو المكبوتة.
- 1818 مايو 1: تم قمعه إلى بطريركية البندقية [1]
- 1968: تم ترميمه ككرسي أسقفي اسمي في تورشيلو.[1]

## العاديون

### أبرشية تورشيلو
تم تشييده: 640 متروبوليت: بطريركية البندقية
- جيفروي، OP (20 يونيو 1253 - )

- فيليبو باروتا (2 أبريل 1426 – 20 فبراير 1448 عُيّن رئيس أساقفة كانديا)
- دومينيكو دي دومينيسيس (20 فبراير 1448 - 14 نوفمبر 1464 تم تعيينه أسقفًا على بريشيا )
- بلاسيدو بافانيلو (5 نوفمبر 1464 - 1471 توفي)
- سيمون كونتاريني (4 سبتمبر 1471 - 1485 توفي)
- ستيفان تيجلاتيجي (دي تالياسيس) (5 سبتمبر 1485 - 1514 توفي)

- جيرولامو فوسكاري (عُيّن في 16 مايو 1526 – تُوفي في 2 يناير 1563)
- جيوفاني دلفينو (3 يناير 1563 - 26 أغسطس 1579 تم تعيينه أسقفًا على بريشيا )
- كارلو بيساني (26 أغسطس 1579 – 1587 توفي)
- أنطونيو غريماني (26 أكتوبر 1587 – سبتمبر 1618 استقال)
- زكريا ديلا فيكيا (14 مايو 1618 - 1625 توفي)
- ماركو جوستينياني (3 مارس 1625 - 27 أكتوبر 1625 تم تعيينه أسقفًا على سينيدا)
- ماركو زينو (20 يوليو 1626 – 1643 توفي)
- ماركو أنطونيو مارتينينغو (13 يوليو 1643 - يوليو 1673 توفي)
- جياكومو فيانولي (18 ديسمبر 1673 - نوفمبر 1691 توفي)
- ماركو جوستينياني (24 مارس 1692 - 2 مارس 1735 توفي)
- فينسينزو ماريا دييدو (14 مارس 1735 - 13 يوليو 1753 توفي)
- نيكولو أنطونيو جوستينياني، OSB (26 نوفمبر 1753 - 12 فبراير 1759 تم تعيينه، أسقف فيرونا)
- ماركو جوزيبي كورنارو (الزاوية) (28 مايو 1759 – 6 أبريل 1767 تم تعيينه أسقفًا على فيتشنزا)
- جيوفاني ناني (10 يوليو 1767 – 19 أبريل 1773 عُيّن أسقفًا لبريشيا)
- باولو دا بونتي، الوسواس القهري (13 سبتمبر 1773 – مارس 1792 توفي)
- نيكولو أنجيلو ساغريدو (18 يونيو 1792 - 16 أغسطس 1804 توفي)

1818 مايو 01: تم قمعه إلى بطريركية البندقية